# Kuchyňský robot

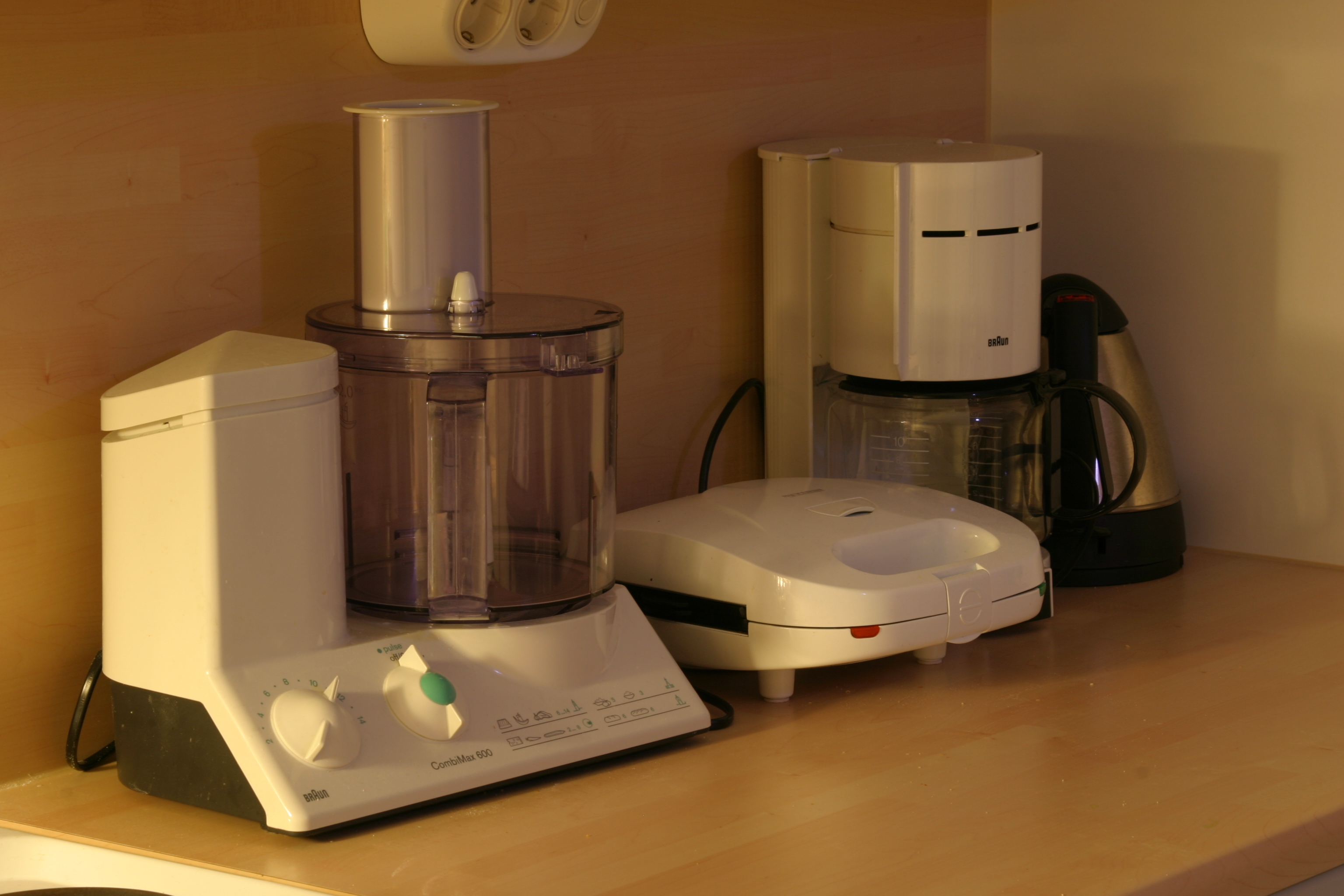
Kuchyňské spotřebiče, robot první zleva

Kuchyňský robot je malý domácí elektrospotřebič, jedná se o domácí technické zařízení, jež slouží v kuchyni při přípravě pokrmů. Obvykle v sobě zahrnuje několik různých strojků poháněných elektromotorkem. V zásadě lze robot rozdělit na dvě různé části.

## Rychloběžná část
Rychloběžnou část tvoří zpravidla mixér, jedno, dvou či tří-rychlostní. Jedná se o zařízení určené pro rozrušování nebo i vzájemné míchání měkkých potravin pomocí rychle rotujících břitů (strojních nožů) na malinké kousíčky. Běžné otáčky se u mixérů pohybují přibližně od 1000 do 1800 otáček za minutu. Specializovaným mixérem je vlastně i strojek, jenž slouží k mechanickému drcení respektive k tříštivému mletí kávy – mlýnek na kávu (rotační kávomlýnek).

## Pomaluběžná část
Pomaluběžná část stroje slouží pro pohon strojků, kde se otáčky pohybují v rozmezích desítek otáček za minutu. Slouží k pohonu hnětačů, šlehačů, lisů na ovoce, mlýnků na maso, mechanických struhadel a krouhačů, mlýnků na mák, zmrzlinových strojků a dalších přídavných zařízení.

## Konstrukční uspořádání
Z požadavků na dvě různé části stroje, pomaluběžnou a rychloběžnou, pak vyplývá nutné konstrukční uspořádání strojku.
Lze použít dva až tři různé způsoby přenosu hnací síly:
- oddělené vývody hnací síly pro pomaluběžnou a rychloběžnou část s použitím mechanický převodů v tělese strojku pro pomaluběžnou část
- jeden vývod hnací síly :
  - s elektronickou regulací otáček
  - bez elektronické regulace s nasazovacím mechanickým převodovým mezistupněm mezi rychloběžnou a pomaluběžnou částí.